# Municipio de Mālpils
La parroquia de Mālpils (en letón, Mālpils pagasts) es una parroquia de la municipalidad de Sigulda, en Letonia. Tiene una población estimada, a inicios de 2023, de 3301 habitantes.
Fue un municipio independiente desde 2009 hasta su disolución como consecuencia de la reforma administrativa municipal de 2021.